# Ómar Ingi Magnússon
Ómar Ingi Magnússon, född 12 mars 1997 i Selfoss, är en isländsk handbollsspelare (högernia). Han spelar för SC Magdeburg och det isländska landslaget.

## Meriter
Med klubblag
- EHF Champions League:
  -  2023 med SC Magdeburg
- EHF European League:
  -  2021 med SC Magdeburg
  -  2022 med SC Magdeburg
- Tysk mästare: 
  -  2022 och 2024 med SC Magdeburg
- IHF Super Globe:
  -  2021, 2022 och 2023 med SC Magdeburg
- Tyska cupen: 
  -  2024 med SC Magdeburg
  -  2022 och 2023 med SC Magdeburg
- Danska mästerskapet:
  -  2019 och 2020 med Aalborg Håndbold
- Danska cupen:
  -  2018 med Aalborg Håndbold

Individuella utmärkelser
- MVP Handball-Bundesliga 2021/22[2]
- Skytteligavinnare Handball-Bundesliga 2020/21 (274 mål)[3]
- Årets isländska idrottare 2021[4] och 2022[5]
- Årets isländska handbollsspelare 2021[6] och 2022[7]